# Forat de l'Infern

El Forat de l'Infern, respecte del terme d'Abella de la Conca

El Forat de l'Infern és un indret del terme municipal d'Abella de la Conca, a la comarca del Pallars Jussà, a la vall del poble de Carreu.
És a mitjan camí entre els pobles d'Herba-savina (a ponent) i Carreu (a llevant), i el camí fa una forta ziga-zaga per salvar el desnivell del Forat de l'Infern.
Es tracta del pas que s'ha obert al llarg dels segles el riu de Carreu a la vall que queda delimitada al nord per la Serra de Boumort i al sud per la de Carreu.